# Standesherr (Deutscher Bund)
Standesherr (oder standesherrlich) bezeichnete im Deutschen Bund die Mitglieder hochadeliger Häuser, die im Zuge der Auflösung des Heiligen Römischen Reiches zwischen 1803 und 1815 durch Mediatisierung ihre Reichsstandschaft, also ihre reichsunmittelbaren Herrschaftsrechte (Landeshoheit mit Sitz und Stimme im Reichsfürstenrat des Reichstags) verloren, aber gemäß der Deutschen Bundesakte die Ebenbürtigkeit mit den weiterhin regierenden Dynastien behielten und bis heute – insoweit die Kategorie „Ebenbürtigkeit“ noch adelsrechtliche oder habituelle Geltung hat – als ebenbürtig gelten. Die Deutsche Bundesakte räumte ihnen in Artikel XIV zum Ausgleich erhebliche Sonderrechte ein, die später teilweise auch im Deutschen Kaiserreich sowie im Kaisertum Österreich Gültigkeit behielten.
Die standesherrlichen Familien bildeten im Gothaischen Hofkalender und im Almanach de Gotha die sogenannte Deuxième Partie, also die Zweite Abteilung, was auch in der heutigen Bandreihe Fürstliche Häuser des Gothaischen Genealogischen Handbuchs beibehalten wird.
Die Standesherren im Deutschen Bund sind zu unterscheiden von den Freien Standesherrschaften in den Ländern der Krone Böhmens, später besonders in der Lausitz und in Schlesien verbreitet, dann zu Preußen gehörend, die trotz mancher Vorrechte nie reichsständisch waren und folglich bis 1803/1806 auch nicht dem Hochadel angehörten.

## Stellung und Bedeutung

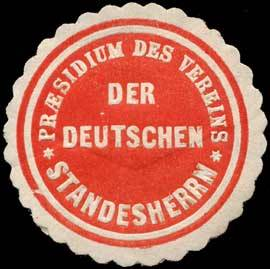
Siegelmarke Präsidium des Vereins der Deutschen Standesherrn

Die Standesherren konzentrierten sich vor allem im süd- und westdeutschen Raum, in geringerer Zahl gab es sie auch in anderen Teilen des Deutschen Bundes. Sie entsprachen den im Heiligen Römischen Reich im Reichsfürstenrat des Reichstags vertretenen Inhabern der Virilstimmen, also den Reichsfürsten, soweit sie inzwischen mediatisiert waren, sowie der Kuriatstimmen, also den mit je einer gemeinsamen Stimme vertretenen Gruppen der vier „Grafenbänke“ (des Wetterauer Grafenvereins, des schwäbischen, fränkischen und niederrheinisch-westfälischen Reichsgrafenkollegiums).
Eine Reihe von Familien, die im Alten Reich dem Reichsfürstenrat angehört hatten, starb bereits kurz vor oder nach dem Zeitalter der Mediatisierung (1803–1815) aus; einige hatten ihre Reichsstandschaft zuvor durch Verkauf aufgegeben und wurden folglich ebenfalls nicht zu den Standesherren im Deutschen Bund gezählt.
Als Standesherren durften sie sich Durchlaucht (Fürsten und Prinzen) oder Erlaucht (regierende Grafen, also die Häupter der ehemals reichsgräflichen Familien) nennen; nur die Bezeichnung „von Gottes Gnaden“ blieb den regierenden Häusern vorbehalten. Sie genossen Steuerfreiheit für Güter und Personen und unterlagen mit der Austrägalgerichtsbarkeit einer Sonderjustiz. Bis 1918 hatten sie in Teilen Deutschlands die so genannte „erbliche Landstandschaft“ inne: Die Standesherren hatten qua Geburt einen Anspruch auf einen Sitz in der ersten Kammer der Landesparlamente (etwa in Preußen im Herrenhaus oder in der ersten Kammer der Landstände des Großherzogtums Hessen). Da die Gebiete der Standesherren sich nicht immer mit den Grenzen der neu entstandenen Staaten deckten, waren die Standesherren teilweise auch Mitglied der ersten Kammern verschiedener Staaten. So war z. B. der Senior des Hauses Leiningen Mitglied der ersten Kammer in den Großherzogtümern Hessen und Baden. Zudem genossen sie Militärfreiheit, wurden aber andererseits, wenn sie Dienst nahmen, üblicherweise sofort als Leutnant eingestellt. Auf lokaler Ebene behielten sie im Gebiet ihrer ehemaligen Territorien richterliche und exekutive Befugnisse, die deutlich über die normaler adeliger Patrimonialgerichtsbarkeit hinausgingen. Neben den Resten der alten Feudalrechte ernannten die Standesherren die Schultheißen, die Pfarrer und Lehrer, sie besaßen die Forst- und Jagdpolizei und hatten ein Kontrollrecht in den Fragen der politischen Gemeinden. Nicht selten existierte ein eigener Beamten- und Justizapparat unabhängig von den staatlichen Instanzen. Diese sehr weitgefassten Rechte konnten die Standesherren bis zur Revolution 1848/1849 behaupten. Allerdings gab es Unterschiede in den einzelnen Bundesstaaten. Besonders großzügig verfuhr Preußen mit dieser Gruppe. In Baden, wo etwa ein Drittel des Territoriums den Standesherrn gehörte, versuchten die Regierungen, deren Sonderrechte zu beschneiden.
Gemäß der Verfassung für das Kaisertum Österreich von 1861 hatten 16 mediatisierte Fürstenhäuser und vier mediatisierte Grafenhäuser erbliche Sitze im Österreichischen Herrenhaus. Sie wurden im protokollarischen Rang von den 16 anderen, im Herrenhaus vertretenen Fürstenhäusern und den 64 weiteren gräflichen Geschlechtern sowie anderen Mitgliedern unterschieden.
Der Anspruch der doppelten Loyalität gegenüber Staat und Standesherrn war ein Faktor, der den Unmut der Bauern etwa in Nordbaden verstärkte und in der Anfangsphase der Revolution von 1848/1849 zu Revolten führte. Größere Gefahr drohte den Standesherren allerdings durch die entstehende bürgerliche Gesellschaft, die den Privilegien außerordentlich kritisch gegenüberstand.
Mit der Revolution verloren die Standesherren ihre Sonderrechte – mit Ausnahme ihre Anwartschaft auf einen Sitz in den ersten Kammern – weitgehend. An ihrem hochadeligen Status änderte sich zwar nichts, aber sie verloren ihre quasi nebenstaatlichen Rechte. Die Chefs der noch existierenden standesherrlichen Familien sind seit 1864 bis heute Mitglieder im Verein der deutschen Standesherren. Dieser hält jährlich eine Versammlung ab und organisiert einen Ball für die Mitglieder der standesherrlichen Häuser. Aktueller Präsident der Deutschen Standesherren ist Maximilian Fürst zu Bentheim-Tecklenburg (seit 2016).

## Die standesherrlichen Häuser

### Standesherren mit Fürstenrang
Im Deutschen Bund bestanden gemäß den Beschlüssen der Bundesversammlung vom 13. August 1825 und 13. Februar 1829 folgende Standesherren im Fürstenrang, denen die Anrede „Durchlaucht“ zustand. Die Fürsten besaßen Territorien in einem oder mehreren Bundesstaaten und nahmen dort die jeweiligen Vorrechte der Standesherren wahr. In Österreich und Preußen konnten die Standesherren ihre Interessen in den Landtagen der Provinzen (das österreichische Herrenhaus wurde 1861, das preußische Herrenhaus 1854 geschaffen) vertreten, in Bayern, Hannover, Württemberg, Baden und Hessen waren sie erbliche Mitglieder der Ersten Kammer der Landstände. Stand 1846, Veränderungen nach dem Ende des Deutschen Bundes und der Reichsgründung bleiben hier unberücksichtigt. Wohnorte gemäß dem Verzeichnis der Standesherren von 1869.
| Fürst (Wohnort)                                                       | Kaisertum Österreich                                                  | Königreich Preußen                                                         | Königreich Bayern                                                    | Königreich Württemberg                                                                                    | Königreich Hannover                       | Großherzogtum Baden                                                                         | Großherzogtum Hessen                        | Andere Bundesstaaten                                                                           |
| --------------------------------------------------------------------- | --------------------------------------------------------------------- | -------------------------------------------------------------------------- | -------------------------------------------------------------------- | --- | ----------------------------------------- | ------------------------------------------------------------------------------------------- | ------------------------------------------- | ---------------------------------------------------------------------------------------------- |
| Arenberg (Brüssel)                                                    |                                                                       | Westfalen: Grafschaft Recklinghausen                                       |                                                                      | | Herzogtum Arenberg-Meppen                 |                                                                                             |                                             |                                                                                                |
| Auersperg (Prag)                                                      | Krain: Herzogtum Gottschee, Österreich ob der Enns: Grafschaft Wels   |                                                                            |                                                                      | |                                           | Gefürstete Grafschaft Tengen                                                                |                                             |                                                                                                |
| Bentheim und Steinfurt (Burgsteinfurt)                                |                                                                       | Westfalen: Grafschaft Steinfurt                                            |                                                                      | | Grafschaft Bentheim                       |                                                                                             |                                             |                                                                                                |
| Bentheim-Tecklenburg-Rheda (Hohenlimburg)                             |                                                                       | Westfalen: Herrschaften Rheda und Hohenlimburg                             |                                                                      | |                                           |                                                                                             |                                             |                                                                                                |
| Colloredo (Wien)                                                      | Böhmen: Opotschno                                                     |                                                                            |                                                                      | Limpurg-Sontheim-Gröningen                                                                                |                                           |                                                                                             |                                             |                                                                                                |
| Croÿ-Dülmen (Dülmen)                                                  |                                                                       | Westfalen: Standesherrschaft Dülmen                                        |                                                                      | |                                           |                                                                                             |                                             |                                                                                                |
| Dietrichstein                                                         | Mähren: Nikolsburg                                                    |                                                                            |                                                                      | Herrschaft Neuravensburg                                                                                  |                                           |                                                                                             |                                             |                                                                                                |
| Esterházy von Galantha (Wien und Eisenstadt)                          | Ungarn: Eisenstadt                                                    |                                                                            | gefürstete Grafschaft Edelstetten                                    | |                                           | Herrschaft Gailingen und Insel Mainau                                                       |                                             |                                                                                                |
| Fürstenberg (Donaueschingen)                                          | Böhmen: Pürglitz                                                      | Seine Durchlaucht war persönliches Mitglied                                |                                                                      | Amt Hayingen                                                                                              |                                           | Fürstentum Fürstenberg                                                                      |                                             | Hohenzollern-Sigmaringen: Herrschaften Trochtelfingen und Jungnau                              |
| Fugger-Babenhausen (Augsburg)                                         |                                                                       |                                                                            | Fürstentum Babenhausen                                               | |                                           |                                                                                             |                                             |                                                                                                |
| Hohenlohe-Langenburg (Langenburg)                                     | Böhmen: Schloss Rothenhaus                                            |                                                                            |                                                                      | Ämter Langenburg und Weikersheim, 1/4 des Öhringer Erbes                                                  |                                           |                                                                                             |                                             | Sachsen-Coburg und Gotha: mit Kirchberg gemeinsam die obere Grafschaft Gleichen (Amt Ohrdruf)  |
| Hohenlohe-Öhringen (Slawentzitz)                                      |                                                                       | Schlesien: Majoratsherrschaft Schlawentschitz                              |                                                                      | Ämter Öhringen, Forchtenberg, Ingelfingen, Neuenstein, Niedernhall und Schrozberg, 1/2 des Öhringer Erbes |                                           |                                                                                             |                                             | Sachsen-Weimar: Majoratsherrschaften Oppurg, Colba und Positz                                  |
| Hohenlohe-Kirchberg                                                   |                                                                       |                                                                            |                                                                      | Standesherrschaft Kirchberg, Anteil an Künzelsau, 1/4 des Öhringer Erbes                                  |                                           |                                                                                             |                                             | Sachsen-Coburg und Gotha: mit Langenburg gemeinsam die obere Grafschaft Gleichen (Amt Ohrdruf) |
| Hohenlohe-Waldenburg-Bartenstein (Bartenstein)                        |                                                                       |                                                                            |                                                                      | Ämter Bartenstein, Pfedelbach, Mainhardt und Sindringen                                                   |                                           |                                                                                             |                                             |                                                                                                |
| Hohenlohe-Waldenburg-Bartenstein-Jagstberg (Haltenbergstetten)        |                                                                       |                                                                            |                                                                      | Ämter Jagstberg und Niederstetten (Carlsberger Distrikt)                                                  |                                           |                                                                                             |                                             |                                                                                                |
| Hohenlohe-Waldenburg-Schillingsfürst (Kupferzell und Schillingsfürst) |                                                                       |                                                                            | Herrschaft Schillingsfürst                                           | Ämter Waldenburg, Kupferzell, Adolzfurt und Ohrntal                                                       |                                           |                                                                                             |                                             |                                                                                                |
| Isenburg-Birstein (Birstein)                                          |                                                                       |                                                                            |                                                                      | |                                           |                                                                                             | Ämter Offenbach, Dreieichenhain und Wenings |                                                                                                |
| Kaunitz-Rietberg                                                      | Mähren: Austerlitz, Böhmen: Neuschloss-Böhmisch Leipa                 | Westfalen: Grafschaft Rietberg                                             |                                                                      | |                                           |                                                                                             |                                             |                                                                                                |
| Khevenhüller-Metsch (Wien)                                            | Österreich unter der Enns: Grafschaft Hardegg                         |                                                                            |                                                                      | |                                           |                                                                                             |                                             |                                                                                                |
| Leiningen (Amorbach)                                                  |                                                                       |                                                                            | Ämter Amorbach und Miltenberg                                        | |                                           | Ämter Mosbach, Boxberg, Schüpf, Buchen, Walldürn, Bischofsheim, Hardheim, Lauda und Ripperg | Hesselbach                                  |                                                                                                |
| Leyen (Waal)                                                          |                                                                       | Rheinprovinz: Herrschaften Adendorf, Münchhausen, Arenfels und Oberkirchen | Domäne Waal                                                          | |                                           | Grafschaft Hohengeroldseck                                                                  |                                             | Nassau: Herrschaften Fachbach und Nievern                                                      |
| Lobkowitz (Wien)                                                      | Böhmen: Herzogtum Raudnitz                                            |                                                                            |                                                                      | |                                           |                                                                                             |                                             |                                                                                                |
| Löwenstein-Wertheim-Freudenberg (Kreuzwertheim)                       |                                                                       |                                                                            | gefürstete Grafschaft Umpfenbach                                     | Grafschaft Löwenstein und Erben Limpurg-Sontheim-Michelbach                                               |                                           | Reichsgrafschaft Wertheim                                                                   | erbliches Mitglied der 1. Kammer            |                                                                                                |
| Löwenstein-Wertheim-Rosenberg (Kleinheubach)                          | Böhmen: Schloss Haid                                                  |                                                                            | Herrschaften Heubach, Rothenfels und Besitzungen in Neustadt am Main | Amt Abstatt                                                                                               |                                           | Herrschaft Rosenberg                                                                        | Herrschaften Habitzheim und Nauses          |                                                                                                |
| Looz-Corswarem (Boulez bei Nivelles)                                  |                                                                       | Westfalen: südlicher Teil Fürstentum Rheina-Wolbeck                        |                                                                      | | nördlicher Teil Fürstentum Rheina-Wolbeck |                                                                                             |                                             |                                                                                                |
| Metternich-Winneburg (Wien)                                           | Böhmen: Herrschaft Plaß                                               |                                                                            |                                                                      | Fürstentum Ochsenhausen                                                                                   |                                           |                                                                                             |                                             |                                                                                                |
| Oettingen-Spielberg (Oettingen)                                       |                                                                       |                                                                            | Mediatgericht Oettingen                                              | Orte Tannhausen, Unterschneidheim, Walxheim und Zipplingen                                                |                                           |                                                                                             |                                             |                                                                                                |
| Oettingen-Wallerstein (Wallerstein)                                   |                                                                       |                                                                            | Herrschaftsgerichte Wallerstein, Bissingen und Harburg               | der in den Oberämtern Neresheim und Heidenheim gelegene Teil der Grafschaft Oettingen                     |                                           |                                                                                             |                                             |                                                                                                |
| Orsini-Rosenberg (Grafenstein)                                        | Kärnten: Schloss Grafenstein                                          |                                                                            |                                                                      | |                                           |                                                                                             |                                             |                                                                                                |
| Salm-Salm (Anholt)                                                    |                                                                       | Westfalen: 2/3 Ämter Ahaus und Bocholt                                     |                                                                      | |                                           |                                                                                             |                                             |                                                                                                |
| Salm-Kyrburg (Schloss Rennenberg)                                     |                                                                       | Westfalen: 1/3 Ämter Ahaus und Bocholt                                     |                                                                      | |                                           |                                                                                             |                                             |                                                                                                |
| Salm-Horstmar (Wild- und Rheingrafen zu Grumbach) (Coesfeld)          |                                                                       | Westfalen: Amt Horstmar                                                    |                                                                      | |                                           |                                                                                             |                                             |                                                                                                |
| Salm-Reifferscheidt-Krautheim (Schloss Hersberg)                      |                                                                       |                                                                            |                                                                      | vormals kurmainzisches Amt Krautheim links der Jagst                                                      |                                           | vormals kurmainzisches Amt Krautheim rechts der Jagst, Amt Hersberg                         |                                             |                                                                                                |
| Salm-Reifferscheidt-Raitz (Altsalm) (Raitz)                           | Böhmen: Raitz                                                         |                                                                            |                                                                      | |                                           |                                                                                             |                                             |                                                                                                |
| Sayn-Wittgenstein-Berleburg (Berleburg)                               |                                                                       | Westfalen: Amt Berleburg, Rheinprovinz: Reichsherrschaft Homburg           |                                                                      | |                                           |                                                                                             |                                             |                                                                                                |
| Sayn-Wittgenstein-Hohenstein (Wittgenstein)                           |                                                                       | Westfalen: Grafschaft Wittgenstein                                         |                                                                      | Erben Limpurg-Sontheim-Obersontheim                                                                       |                                           |                                                                                             |                                             |                                                                                                |
| Schönburg-Hartenstein (Wien)                                          | Böhmen: Herrschaft Tschernowitz, Neuschönburg                         |                                                                            |                                                                      | |                                           |                                                                                             |                                             | Königreich Sachsen: Rezessherrschaft Hartenstein                                               |
| Schönburg-Waldenburg (Waldenburg)                                     |                                                                       |                                                                            |                                                                      | |                                           |                                                                                             |                                             | Königreich Sachsen: Rezessherrschaft Waldenburg                                                |
| Schwarzenberg (Wien)                                                  | Böhmen: Herzogtum Krumau                                              |                                                                            | Herrschaft Illereichen und Kellmünz                                  | Ort Dettingen der Herrschaft Illereichen und Kellmünz                                                     |                                           |                                                                                             |                                             |                                                                                                |
| Solms-Braunfels (Braunfels)                                           |                                                                       | Rheinprovinz: Grafschaften Braunfels und Greifenstein                      |                                                                      | Erben der Linie Limpurg-Gaildorf, Solms-Assenheimischer Landesteil                                        |                                           |                                                                                             | Ämter Hungen, Gambach und Wölfersheim       |                                                                                                |
| Solms-Hohensolms-Lich (Lich)                                          |                                                                       | Rheinprovinz: Amt Hohensolms                                               |                                                                      | |                                           |                                                                                             | Ämter Lich und Nieder-Weisel                |                                                                                                |
| Starhemberg (Wien)                                                    | Österreich ob der Enns: Grafschaften Schaunberg und Wartberg          |                                                                            |                                                                      | |                                           |                                                                                             |                                             |                                                                                                |
| Thurn und Taxis (Regensburg)                                          | Böhmen: Herrschaft Chotischau, Tirol: Herrschaft Meran und Schlanders | Posen: Standesherrschaft Krotoschin                                        | Herrschaften Donaustauf und Wörth                                    | Fürstentum Buchau, gefürstete Reichsgrafschaften Friedberg-Scheer und Demmingen, Herrschaft Eglingen      |                                           |                                                                                             |                                             | Hohenzollern-Sigmaringen: Ämter Ostrach und Straßberg                                          |
| Trauttmansdorff (Wien)                                                | Böhmen: Bischofteinitz                                                |                                                                            |                                                                      | |                                           |                                                                                             |                                             |                                                                                                |
| Waldburg-Wolfegg-Waldsee (Wolfegg)                                    |                                                                       |                                                                            | Gut Rohrmoos                                                         | Grafschaften Waldburg und Waldsee                                                                         |                                           |                                                                                             |                                             |                                                                                                |
| Waldburg-Zeil-Trauchburg (Zeil)                                       |                                                                       |                                                                            | Güter Trauchburg, Wengen und Kleinweiler                             | Grafschaften Zeil und Trauchburg, 1/2 Herrschaft Kißlegg, Herrschaft Zimmern unter der Burg               |                                           |                                                                                             |                                             |                                                                                                |
| Waldburg-Zeil-Wurzach (Wurzach)                                       |                                                                       |                                                                            | Burg Alt-Trauchburg                                                  | Grafschaft Wurzach, 1/2 Herrschaft Kißlegg                                                                |                                           |                                                                                             |                                             |                                                                                                |
| Wied (Neuwied)                                                        |                                                                       | Rheinprovinz: Ämter Altwied, Dierdorf, Heddesdorf, Neuerburg und Neuwied   |                                                                      | |                                           |                                                                                             |                                             | Nassau: Ämter Runkel und Selters                                                               |
| Windisch-Graetz (Tachau)                                              | Böhmen: Tachau                                                        |                                                                            |                                                                      | Grafschaft Eglofs und Herrschaft Siggen                                                                   |                                           |                                                                                             |                                             |                                                                                                |

### Standesherren im Rang von Grafen
Im Deutschen Bund bestanden gemäß den Beschlüssen der Bundesversammlung vom 13. August 1825 und 13. Februar 1829 folgende Standesherren im Rang von Grafen, denen die Anrede „Erlaucht“ zustand. Die Grafen besaßen Territorien in einem oder mehreren Bundesstaaten und nahmen dort die jeweiligen Vorrechte der Standesherren wahr. In Österreich und Preußen konnten die Standesherren ihre Interessen in den Landtagen der Provinzen (das österreichische Herrenhaus wurde 1861, das preußische Herrenhaus 1854 geschaffen) vertreten, in Bayern, Hannover, Württemberg, Baden und Hessen waren sie erbliche Mitglieder der Ersten Kammer der Landstände. Stand 1846, Veränderungen nach dem Ende des Deutschen Bundes und der Reichsgründung bleiben hier unberücksichtigt. Wohnorte gemäß dem Verzeichnis der Standesherren von 1869.
| Grafen und Freiherren (Wohnort)                         | Kaisertum Österreich                                                           | Königreich Preußen                                                            | Königreich Bayern                                                                      | Königreich Württemberg                                                   | Königreich Hannover                    | Großherzogtum Baden          | Großherzogtum Hessen                                    | Andere Bundesstaaten                                                                                     |
| ------------------------------------------------------- | ------------------------------------------------------------------------------ | ----------------------------------------------------------------------------- | -------------------------------------------------------------------------------------- | ------------------------------------------------------------------------ | -------------------------------------- | ---------------------------- | ------------------------------------------------------- | --- |
| Bentinck (Schloss Middachten)                           |                                                                                |                                                                               |                                                                                        |                                                                          |                                        |                              |                                                         | Oldenburg: Herrschaften Varel und Kniphausen                                                             |
| Castell (Castell und Rüdenhausen)                       |                                                                                |                                                                               | Herrschaftsgerichte Rüdenhausen, Burghaslach und Remlingen                             |                                                                          |                                        |                              |                                                         | |
| Erbach-Erbach (Erbach und Wartenberg-Roth) (Erbach)     |                                                                                |                                                                               | Mediatgericht Eschau                                                                   | Grafschaft Wartenberg-Roth                                               |                                        |                              | Anteil Herrschaft Erbach und 1/2 Breuberg               | |
| Erbach-Fürstenau (Fürstenau)                            |                                                                                |                                                                               |                                                                                        |                                                                          |                                        |                              | Anteil Herrschaft Erbach                                | |
| Erbach-Schönberg (Schönberg)                            |                                                                                |                                                                               |                                                                                        |                                                                          |                                        |                              | Anteil Herrschaft Erbach und 1/2 Breuberg               | |
| Erdödy                                                  |                                                                                |                                                                               |                                                                                        | Grafschaft Baindt                                                        |                                        |                              |                                                         | |
| Fugger-Glött (Dillingen)                                |                                                                                |                                                                               | Herrschaften Glött und Oberndorf                                                       |                                                                          |                                        |                              |                                                         | |
| Fugger-Kirchberg-Hohenegg (Kirchheim)                   |                                                                                |                                                                               | Herrschaften Kirchheim, Eppishausen und Hasselbach                                     |                                                                          |                                        |                              |                                                         | |
| Fugger-Nordendorf                                       |                                                                                |                                                                               | Herrschaft Nordendorf                                                                  | Rittergut Niederalfingen                                                 |                                        |                              |                                                         | |
| Fugger-Kirchberg-Weißenhorn (Kirchberg)                 |                                                                                |                                                                               | Herrschaften Weißenhorn, Wullenstetten, Pfaffenhausen und Marstetten                   | Reichsgrafschaft Kirchberg und Herrschaft Schnürpflingen                 |                                        |                              |                                                         | |
| Giech (Markt Thurnau)                                   |                                                                                |                                                                               | Herrschaften Thurnau, Buchau und Crottendorf                                           |                                                                          |                                        |                              |                                                         | Nassau: vormals vom Steinsche Güter und Schloss zum Stein in Bergnassau                                  |
| Harrach (Wien)                                          | Österreich unter der Enns: Herrschaften Prugg an der Leitha, Stauff und Aschau |                                                                               |                                                                                        |                                                                          |                                        |                              |                                                         | |
| Isenburg-Büdingen (Büdingen)                            |                                                                                |                                                                               |                                                                                        |                                                                          |                                        |                              | Ämter Büdingen und Mockstadt                            | |
| Isenburg-Büdingen-Meerholz (Schloss Meerholz)           |                                                                                |                                                                               |                                                                                        | Erben der Grafschaft Limpurg-Gaildorf                                    |                                        |                              | Amt Marienborn                                          | Kurhessen: Amt Meerholz                                                                                  |
| Isenburg-Büdingen-Wächtersbach (Schloss Wächtersbach)   |                                                                                |                                                                               |                                                                                        | Erben der Grafschaft Limpurg-Gaildorf                                    |                                        |                              | 5/12 Amt Assenheim                                      | Kurhessen: Amt Wächtersbach                                                                              |
| Isenburg-Philippseich (Schloss Philippseich)            |                                                                                |                                                                               |                                                                                        |                                                                          |                                        |                              | Amt Philippseich                                        | |
| Königsegg-Aulendorf (Schloss Aulendorf)                 |                                                                                |                                                                               |                                                                                        | Grafschaft Königsegg-Aulendorf                                           |                                        |                              |                                                         | |
| Kuefstein (Wien)                                        | Österreich unter der Enns: Baronie Greillenstein                               |                                                                               |                                                                                        |                                                                          |                                        |                              |                                                         | |
| Leiningen-Billigheim (Neuburg)                          |                                                                                |                                                                               |                                                                                        |                                                                          |                                        | Kellerei Billigheim          |                                                         | |
| Leiningen-Neudenau (Heidelberg)                         |                                                                                |                                                                               |                                                                                        |                                                                          |                                        | Kellerei Neudenau            |                                                         | |
| Leiningen-Altleiningen-Westerburg (Ilbenstadt)          |                                                                                |                                                                               |                                                                                        |                                                                          |                                        | Grafschaft Hohengeroldseck   | Standesherrschaft Ilbenstadt                            | Nassau: Herrschaften Fachbach und Nievern                                                                |
| Leiningen-Neuleiningen-Westerburg                       |                                                                                |                                                                               |                                                                                        |                                                                          |                                        |                              |                                                         | Nassau: Herrschaft Westerburg und Herrschaft Schadeck                                                    |
| Neipperg (Wien und Schwaigern)                          |                                                                                |                                                                               |                                                                                        | Standesherrschaft Schwaigern                                             |                                        | Adelshofen und 1/2 Gemmingen |                                                         | |
| Ortenburg (Tambach)                                     |                                                                                |                                                                               | Grafschaft Tambach                                                                     |                                                                          |                                        |                              |                                                         | |
| Pappenheim (Pappenheim)                                 |                                                                                |                                                                               | Grafschaft Pappenheim                                                                  |                                                                          |                                        |                              |                                                         | |
| Platen-Hallermund (Hallermund)                          |                                                                                |                                                                               |                                                                                        |                                                                          | erbliches Mitglied der 1. Ständekammer |                              |                                                         | |
| Plettenberg-Mietingen                                   |                                                                                |                                                                               |                                                                                        | Grafschaft Mietingen-Sulmingen                                           |                                        |                              |                                                         | |
| Pückler-Limpurg (Gaildorf)                              |                                                                                |                                                                               |                                                                                        | Erben der Linie Limpurg-Sontheim, Herrschaften Gaildorf und Obersontheim |                                        |                              |                                                         | |
| Quadt-Isny (München)                                    |                                                                                |                                                                               | Schloss Moos zu Lindau                                                                 | Grafschaft Isny                                                          |                                        |                              |                                                         | |
| Rechberg und Rothenlöwen (Donzdorf)                     |                                                                                |                                                                               | Standesherrschaft Mickhausen                                                           | Grafschaft Hohenrechberg                                                 |                                        |                              |                                                         | |
| Rechteren-Limpurg (Markt Einersheim)                    |                                                                                |                                                                               | Herrschaft Speckfeld                                                                   |                                                                          |                                        |                              |                                                         | |
| Schaesberg-Tannheim (Dillborn)                          |                                                                                |                                                                               |                                                                                        | Standesherrschaft Tannheim                                               |                                        |                              |                                                         | |
| Schlitz gen. Goerz (Schlitz)                            |                                                                                |                                                                               |                                                                                        |                                                                          |                                        |                              | Grafschaft Schlitz                                      | |
| Schaumburg-Österreich (Anhalt-Bernburg-Schaumburg-Hoym) |                                                                                |                                                                               |                                                                                        |                                                                          |                                        |                              |                                                         | Nassau: Grafschaften Holzappel und Schaumburg                                                            |
| Schönborn-Buchheim (Wien)                               | Österreich unter der Enns: Fideikommissherrschaft Mühlberg und Göllersdorf     |                                                                               |                                                                                        |                                                                          |                                        |                              |                                                         | |
| Schönborn-Wiesentheid (Wiesentheid)                     |                                                                                |                                                                               | Fideikommissherrschaften Wiesentheid, Gaibach, Zeilitzheim, Pommersfelden und Krombach |                                                                          |                                        |                              | Fideikommissherrschaft Heusenstamm                      | Nassau: Schloss Reichartshausen                                                                          |
| Schönburg-Glauchau (Glauchau und Wechselburg)           |                                                                                |                                                                               |                                                                                        |                                                                          |                                        |                              |                                                         | Sachsen: Grafschaft Glauchau (Hinter- und Vorderglauchau), Herrschaften Penig, Wechselburg und Rochsburg |
| Solms-Laubach (Laubach)                                 |                                                                                |                                                                               |                                                                                        |                                                                          |                                        |                              | Ämter Laubach und Utphe, 5/18 der Herrschaft Münzenberg | |
| Solms-Rödelheim-Assenheim (Assenheim)                   |                                                                                |                                                                               |                                                                                        |                                                                          |                                        |                              | Grafschaft Solms-Rödelheim und 7/12 Assenheim           | Kurhessen: 1/2 Praunheim                                                                                 |
| Solms-Wildenfels (Wildenfels)                           |                                                                                |                                                                               |                                                                                        |                                                                          |                                        |                              | Anteil an der ehemaligen Abtei Engelthal                | Königreich Sachsen: Herrschaft Wildenfels                                                                |
| Stadion-Thannhausen (Kauth) (gemeinsamer Besitz)        | Böhmen: Herrschaft Kauth                                                       |                                                                               | Herrschaften Thannhausen und Warthausen                                                | Herrschaften Oberstadion und Emerkingen                                  |                                        |                              |                                                         | |
| Stadion-Warthausen (Chodenschloss) (gemeinsamer Besitz) | Böhmen: Herrschaft Kauth                                                       |                                                                               | Herrschaft Thannhausen und Warthausen                                                  | Herrschaften Oberstadion und Emerkingen                                  |                                        |                              |                                                         | |
| Sternberg-Manderscheid                                  |                                                                                |                                                                               |                                                                                        | Standesherrschaft Schussenried-Weißenau                                  |                                        |                              |                                                         | |
| Stolberg-Roßla (Stolberg-Ortenberg) (Roßla)             |                                                                                | Provinz Sachsen: Ämter Roßla, Questenberg, Wolfsberg, Ebersburg und Bärenrode |                                                                                        |                                                                          |                                        |                              |                                                         | |
| Stolberg-Stolberg (Stolberg)                            |                                                                                | Provinz Sachsen: Anteil an der Grafschaft Stolberg mit Hayn, Amt Heringen     |                                                                                        |                                                                          | Amt Neustadt                           |                              |                                                         | |
| Stolberg-Wernigerode (Wernigerode)                      |                                                                                | Provinz Sachsen: Grafschaft Wernigerode und Amt Schwarza                      |                                                                                        |                                                                          | Amt Sophienhof mit Rothesütte          |                              | Herrschaft Gedern                                       | |
| Toerring-Jettenbach-Gutenzell                           |                                                                                |                                                                               | Güter Törring und Jettenbach                                                           | Standesherrschaft Gutenzell                                              |                                        |                              |                                                         | |
| Waldbott von Bassenheim (Buxheim)                       |                                                                                | Rheinprovinz: Gut Bassenheim                                                  | Herrschaft Buxheim und Burggrafschaft Winterrieden                                     | Standesherrschaft Heggbach                                               |                                        |                              |                                                         | Nassau: Herrschaft Reifenberg und Kransberg                                                              |
| Waldburg-Zeil-Lustenau-Hohenems                         | Vorarlberg: Herrschaft Lustenau mit Hohenems                                   |                                                                               |                                                                                        |                                                                          |                                        |                              |                                                         | |
| Waldeck-Bergheim (Schloss Bergheim)                     |                                                                                |                                                                               |                                                                                        | Erben der Linie Limpurg-Gaildorf, Solms-Assenheimischer Landesteil       |                                        |                              |                                                         | |
| Wallmoden-Gimborn (Prag und Reichenberg)                |                                                                                | Rheinprovinz: Grafschaft Gimborn                                              |                                                                                        |                                                                          |                                        |                              |                                                         | |
| Wurmbrand-Stuppach (Schloss Thalheim)                   | Österreich unter der Enns: Herrschaften Schwarzau, Steyersberg und Stickelberg |                                                                               |                                                                                        |                                                                          |                                        |                              |                                                         | |

## Belege
1. ↑  Standesherren. In: Meyers Großes Konversations-Lexikon. 6. Auflage. Band 18: Schöneberg–Sternbedeckung. Bibliographisches Institut, Leipzig / Wien 1909, S. 845–846 (Digitalisat. zeno.org).
2. 1 2  Carl Weiss: System des deutschen Staatsrechts. Regensburg 1843. books.google.com.ag Siehe auch: Genealogisch-historisch-statistischer Almanach für das Jahr 1846. Weimar 1846.
3. 1 2  Verzeichniss der Standesherren. Hrsg.: Verein der deutschen Standesherren. 1869, 10 Seiten.
4. 1 2 3 4  Im Badischen Staatskalender 1865 nicht mehr verzeichnet
5. 1 2  Standesherrliche Gemeinschaft der Standesherrschaft Limpurg-Obersontheim in der Ersten Kammer, vertreten durch Fürst Löwenstein-Wertheim-Freudenberg
6. 1 2 3 4 5 6 7 8 9 10  Im Württembergischen Staatskalender 1866 nicht mehr verzeichnet
7. 1 2 3 4 5 6 7 8 9 10  Im Verzeichnis der Standesherren 1869 nicht mehr verzeichnet
8. 1 2 3 4 5 6 7 8 9 10 11 12  Im Bayerischen Staatskalender 1865 nicht mehr verzeichnet
9. 1 2 3 4 5  Im Preußischen Staatskalender 1865 nicht mehr verzeichnet
10. ↑  Standesherrliche Gemeinschaft der Standesherrschaft Limpurg-Gaildorf-Solms-Assenheim in der Ersten Kammer, vertreten durch Graf Waldeck-Pyrmont
11. 1 2  Standesherrliche Gemeinschaft der Standesherrschaft Limpurg-Gaildorf in der Ersten Kammer, vertreten durch Graf Pückler-Limpurg